# Massiel
María Félix de los Ángeles Santamaría Espinosa, ismertebb nevén Massiel (Madrid, Spanyolország, 1947. augusztus 2.– ) spanyol énekesnő; leginkább arról ismert, hogy hazáját képviselve La, la, la című dalával megnyerte az 1968-as Eurovíziós Dalfesztivált Londonban.

## Pályafutása
Massiel korán kapcsolatba került a zenével, mivel édesapja, Emilio Santamaria zenei producerként dolgozott. 1966-ban adta ki első dalait: Di que no, No sé porqué, Llueve, No comprendo, Y sabes qué vi, Rufo el pescador, Aleluya és Él era mi amigo. Ugyanebben az évben több zenei fesztiválon is részt vett. Rosas en el mar című dala hozta meg számára az átütő sikert hazájában és Latin-Amerikában. 1967-től már filmszerepeket is kapott, első filmje a Vestida de novia volt.
1968. március 29-én felkérték, hogy vegye át Joan Manuel Serrat helyét az Euróvíziós Dalfesztiválon. Az eredeti előadó visszautasította a szereplést, amiért nem engedélyezték neki, hogy a dalt spanyol helyett katalán nyelven adja elő. Kilenc nappal a verseny előtt Massiel még Mexikóban volt. A felkérés után hazatért Spanyolországba, megtanulta a La, la, la című dalt, és a zsűrik számára öt nyelven rögzítette azt. Április 6-án Londonban megnyerte a versenyt, egy ponttal megelőzve Cliff Richardot.
2008 májusában a spanyol Montse Fernández Vila által készített dokumentumfilm azt állította, hogy csalásnak köszönhette győzelmét, ugyanis Francisco Franco felvette a kapcsolatot az állami televíziók vezetőivel, és televíziós sorozatok megvásárlását, illetve ismeretlen előadóknak nyújtott szerződéseket kínált a Spanyolországra leadott szavazatokért cserébe. Azonban nem állnak rendelkezésre bizonyítékok, és Massiel is visszautasította a vádakat.
2005-ben fellépett az Eurovíziós Dalfesztivál fennállásának 50. évfordulója alkalmából szervezett Congratulations című műsorban, mely pont az általa legyőzött Cliff Richard-dalról kapta a nevét. 2007-ben a dalverseny spanyol nemzeti döntőjén zsűritagként vett részt.

## Diszkográfia

### Albumok
- 1966: EP "Di que no"
- 1968: BSO "Cantando a la vida"
- 1970: Massiel en México
- 1972: Baladas de Bertolt Brecht
- 1972: Lo mejor de Massiel
- 1975: Viva
- 1976: Carabina 30-30
- 1977: Alineación
- 1981: Tiempos difíciles
- 1982: Rosas en el mar
- 1983: Corazón de hierro
- 1984: Sola en libertad
- 1985: Massiel en Des…Concierto
- 1986: Desde dentro
- 1990: Deslices
- 1997: Desátame
- 1997: Autoretrato: Lo mejor de Massiel
- 1998: Grandes Éxitos
- 1999: Todas sus grabaciones en Polydor (1976–1977)
- 2003: Sus primeros años (1966–1975) 2 CD's
- 2007: Massiel canta a Bertolt Brecht (CD + Könyv)
- 2008: Sus álbumes

## Külső hivatkozások
- Massiel az Internet Movie Database oldalain
- Massiel: La, la, la (Eurovíziós Dalverseny, 1968). YouTube